# Napkins
"Napkins" es el sexto episodio de la tercera temporada de la comedia dramática televisiva estadounidense The Bear. Es el episodio número 24 de la serie y fue escrito por Catherine Schetina y dirigido por la protagonista Ayo Edebiri. Fue lanzado en Hulu el 26 de junio de 2024, junto con el resto de la temporada.
La serie sigue a Carmen "Carmy" Berzatto, un galardonado chef de cocina de la ciudad de Nueva York, que regresa a su ciudad natal de Chicago para dirigir la fallida tienda de sándwiches de carne italiana de su difunto hermano Michael. En este episodio, se explora el pasado de Tina y como llegó a trabajar a The Beef. Este es el primer episodio donde Jeremy Allen White no aparece, aunque todavía aparece en los créditos.
"Napkins" recibió elogios de la crítica, con elogios especiales por la interpretación de Liza Colón-Zayas, así como por el guion, la dirección de Edebiri y la aparición especial de Jon Bernthal.

## Trama
En 2018, Tina (Liza Colón-Zayas) vive con su esposo David (David Zayas) y su hijo Louie, mientras trabaja en una oficina de una fábrica de pasteles. Un día, su empresa anuncia despidos con Tina siendo parte de los empleados que quedan afuera de la empresa. Si bien David todavía tiene un trabajo diferente, ella todavía quiere encontrar un trabajo porque están luchando con deudas, entre ellas el no pago del alquiler de su hogar.
Tina visita muchos lugares en Chicago, pero todos la rechazan. Tina sigue usando su currículum escrito a mano, pero en varios empleos le piden que lo envíe a través de LinkedIn. Algunos la rechazan porque no tiene una licenciatura en artes, mientras que otros prefieren contratar empleados más jóvenes para diferentes puestos. Abatida después de que una entrevista de trabajo se cancela sin previo aviso, hace una parada en The Beef y pide un café. Richie (Ebon Moss-Bachrach) le ofrece el café de la casa, junto con un sándwich de ternera italiano. Ella va a la habitación de al lado a comer; Mientras Richie y Fak (Matty Matheson) juegan en una sala de juegos, Tina comienza a llorar después de probar el sándwich.
Al verla llorar, Mikey (Jon Bernthal) se sienta y le ofrece un oído comprensivo. Hablan de sus luchas con el mundo y Mikey explica todos los recursos insuficientes para el restaurante. En su conversación, recibe una foto de Carmy y le habla de él, expresando celos porque nunca podría lograr lo que su hermano ha hecho, pero está orgulloso de él por haber llegado tan lejos. Tina expresa sus propios celos por las personas más jóvenes que solicitaron sus trabajos, pero también admite sentir admiración porque tenían más libertad. Él le ofrece un trabajo de cocinera en el restaurante y le proporciona una camiseta del restaurante, que descubre cuando llega a casa.

## Producción

### Desarrollo

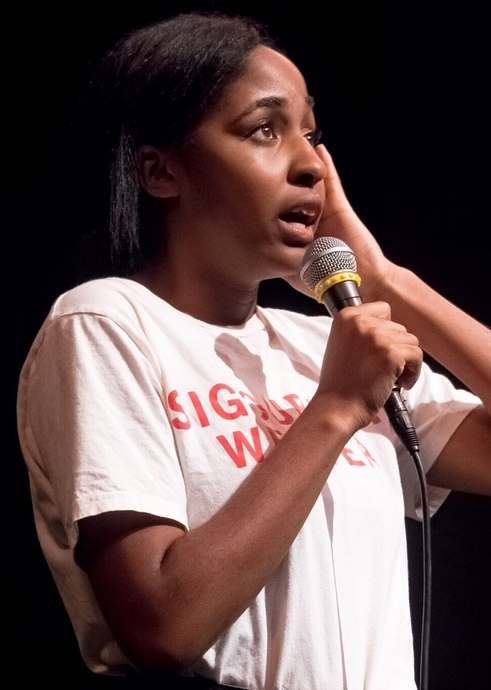
La protagonista Ayo Edebiri, dirigió el episodio, lo que marcó su debut como directora.

En mayo de 2024, Hulu confirmó que el sexto episodio de la temporada se titularía "Napkins" y sería escrito por Catherine Schetina y dirigido por la protagonista Ayo Edebiri.  Fue el tercer crédito de escritura de Schetina y el primer crédito de dirección de Edebiri.  Se confirmó que Edebiri haría su debut como directora en marzo de 2024. 

### Rodaje
Mientras filmaba la segunda temporada, el creador de la serie Christopher Storer se acercó a Edebiri para considerarle la oportunidad de dirigir un episodio de la tercera temporada. Ella dijo que mientras miraban los guiones, "'Napkins' fue lo que ambos dijimos, y yo dije: 'Me arrancaría el brazo derecho delante de ti si pudiera dirigirlo. Porque eso sería un sueño". Para prepararse, se unió al Directors Guild of America y tomó algunos cursos.  Ella dijo: "Fue realmente genial y un honor dirigir un episodio que muestra todo lo que Liza puede hacer".  Liza Colón-Zayas comentó: "Desde el primer día, mi niña tiene confianza. Porque es inteligente, tiene curiosidad y se prepara. Y hemos tenido dos años de trabajar juntos, por lo que ya existe un vínculo y respeto. Fue muy fácil. Sabía que estaba lista, pero era como si hubiera estado haciendo esto desde siempre. Fue muy suave, muy fácil". 

### Música
El episodio incluyó  en su banda sonora las canciones "Get Down on It" de Kool & the Gang, "The Start of Things" de Trent Reznor y Atticus Ross, "The Morning Fog" de Kate Bush, "Let Whip It" de Dazz Band, "Sabotage" de Beastie Boys y "Got This Happy Feeling" de Ghetto Brothers.

## Lanzamiento
El episodio, junto con el resto de la temporada, se estrenó el 26 de junio de 2024 en Hulu.  Originalmente, la temporada estaba programada para estrenarse el 27 de junio. 

## Reseñas críticas
Jenna Scherer de The AV Club le dio al episodio una calificación de "A–" y escribió: ""Napkins" no solo es un escaparate muy merecido para la fantástica Liza Colón-Zayas, sino que también marca el debut como director de Ayo Edebiri, quien comenzó su carrera cinematográfica como escritora antes de ponerse frente a la cámara. Como era de esperar, es tan experta en la silla de directora como en cualquier otro lugar: mientras “Napkins” rastrea el progreso de nuestra heroína a través de un sombrío invierno en Chicago, Edebiri pinta un retrato observado con precisión de una mujer de color de mediana edad que lucha con uñas y dientes para ser vista en un mundo que preferiría mirar directamente a través de ella".
Alan Sepinwall escribió: "El sexto episodio de este año, "Napkins", no solo le da a Colón-Zayas su primer protagonismo en solitario, sino que finalmente llena este vacío emocional. Y en el proceso, nos brinda la mejor escena de Bear de la tercera temporada".  Marah Eakin de Vulture le dio al episodio una calificación de 4 estrellas sobre 5 y escribió: "Como personaje de The Bear, Tina nunca ha tenido suficiente brillo. Sabemos que ha estado allí desde Mikey y que ha desarrollado el sueño de convertirse en chef, pero sabemos poco más sobre adónde va cuando no está trabajando. O, más bien, sabíamos poco más porque “Napkins” abre la puerta de par en par a la vida, el apartamento, el matrimonio y el pasado de Tina, dándonos una idea de cómo llegó allí a The Bear". 
Fletcher Peters de The Daily Beast escribió: "El episodio es un tour-de-force, una mirada identificable a los días interminables y agotadores de encontrar un trabajo. Al final del episodio, Tina completamente desinflada solloza en un submarino de carne italiano. mientras Richie y Michael discuten sobre un videojuego de fondo, lo que señala una transición en su vida desde la tristeza del desempleo hacia la energía frenética de la industria de los restaurantes. La visión como directora de Edebiri brilla en este momento, en el que ella encuentra una manera de hacer explotar dos momentos caóticos en un solo cuadro".  AJ Daulerio de Decider escribió: "La enviaron a la escuela culinaria y la elevaron de una persona que revuelve ollas gigantes de desperdicios de carne, permaneciendo callada incluso en las crisis de más alta presión entre el frente habitual del personal de cocina, al sous chef de Sydney, pero nunca tuvo su momento de personaje principal hasta The Bear Temporada 3, Episodio 6, "Napkins", dirigido por Ayo Edibiri. Este es uno de esos episodios tranquilos: una reducción bienvenida y misericordiosa. las líneas argumentales inconexas y llenas de ficción que han obstruido la temporada 3". 
Josh Rosenberg de Esquire escribió: "En el último episodio, hablamos de todo el dinero que el restaurante desperdició en su primer mes de servicio, ¡y bromeamos con un nuevo hermano Fak! Resulta que el episodio 6, "Napkins", tiene una visión más grandiosa que la luchas cotidianas de The Bear".